# کرس (شهر)
کْر ِس (به کرواتی: Cres (town)) شهری در ایالت پریمریه-گرسکی کتار کشور کرواسی است که جمعیت آن در سال ۲۰۱۱ میلادی ۲٬۷۶۳ نفر بوده‌است.